# Puertoricotopptyrann
Puertoricotopptyrann (Myiarchus antillarum) är en fågel i familjen tyranner inom ordningen tättingar.

## Utbredning och systematik
Fågeln förekommer på Puerto Rico, Vieques Island, Culebra Island och Jungfruöarna. Den behandlas som monotypisk, det vill säga att den inte delas in i några underarter.

## Status
Trots det begränsade utbredningsområdet och att den tros minska i antal anses beståndet vara livskraftigt av internationella naturvårdsunionen IUCN.